# داوود امدادیان
داوود امدادیان (اردیبهشت ۱۳۲۳ – ۲۳ بهمن ۱۳۸۳) نقاش معاصر ایرانی بود. امدادیان نمایشگاه‌های نقاشی بسیاری را در داخل و خارج از ایران برگزار کرد. از وی بیش از ۳ هزار اثر باقی مانده است.
او برادر یعقوب امدادیان، ایوب امدادیان و فاطمه امدادیان بود.

## زندگی‌نامه
داود امدادیان در سال ۱۳۲۳ در شهر تبریز زاده شد. او از دوران کودکی علاقه بسیاری به نقاشی داشت و در دوران دبیرستان مقام نخست مسابقات نقاشی مدارس ایران را کسب کرد و سپس وارد هنرستان هنرهای زیبا میرک تبریز شد.
داوود امدادیان در سال ۱۳۴۹ خورشیدی  تحصیلات کارشناسی هنرهای تزئینی خود در دانشگاه هنر ایران را با موفقیت به پایان رساند. او از سال ۱۹۷۶ میلادی در فرانسه زندگی می‌کرد. وی در سال ۱۹۸۱ میلادی موفق به گرفتن مدرک کارشناسی هنرهای تجسمی دانشگاه سوربن پاریس شد. داوود امدادیان در ضمن تحصیل در فرانسه کار نقاشی را ادامه داد و با خلق آثار بسیاری موفق به برگزاری نمایشگاه‌های متعددی شد. یکی از موفقیت‌های داوود امدادیان دریافت سفارشی از سوی دولت فرانسه برای نقاشی بر روی دیواری در شهر پاریس بود. او در سال ۱۹۹۷ میلادی موفق به دریافت جایزه بنیاد تایلر شد و در همین بنیاد نمایشگاه بزرگی برپا کرد. امدادیان علاقه خاصی به کشیدن درخت داشت. سهیلا نیکنام، همسر نقاش، می‌گوید:

«همیشه درخت در کارش حضور داشت. درخت در دوره خاصی شروع نشده بود. اما از اواخر دهه هفتاد میلادی داوود شروع کرد به نقاشی درختان مختلف. فقط و فقط درخت می‌کشید. درختانش یک دوره خیلی انتزاعی بودند و شکل ژئومتریک داشتند. رنگ و نور البته همیشه در کارش اهمیت زیادی داشت و با مهارت و ظرافت خاصی به کار می‌رفت.»

## تحصیلات
- دیپلم نقاشی، هنرستان هنرهای زیبا میرک تبریز
- کارشناسی هنرهای تزئینی، دانشگاه هنر ایران (۱۳۴۹)
- کارشناسی هنرهای تجسمی، دانشگاه سوربن پاریس (۱۳۶۱)[۵]

## نگارخانه

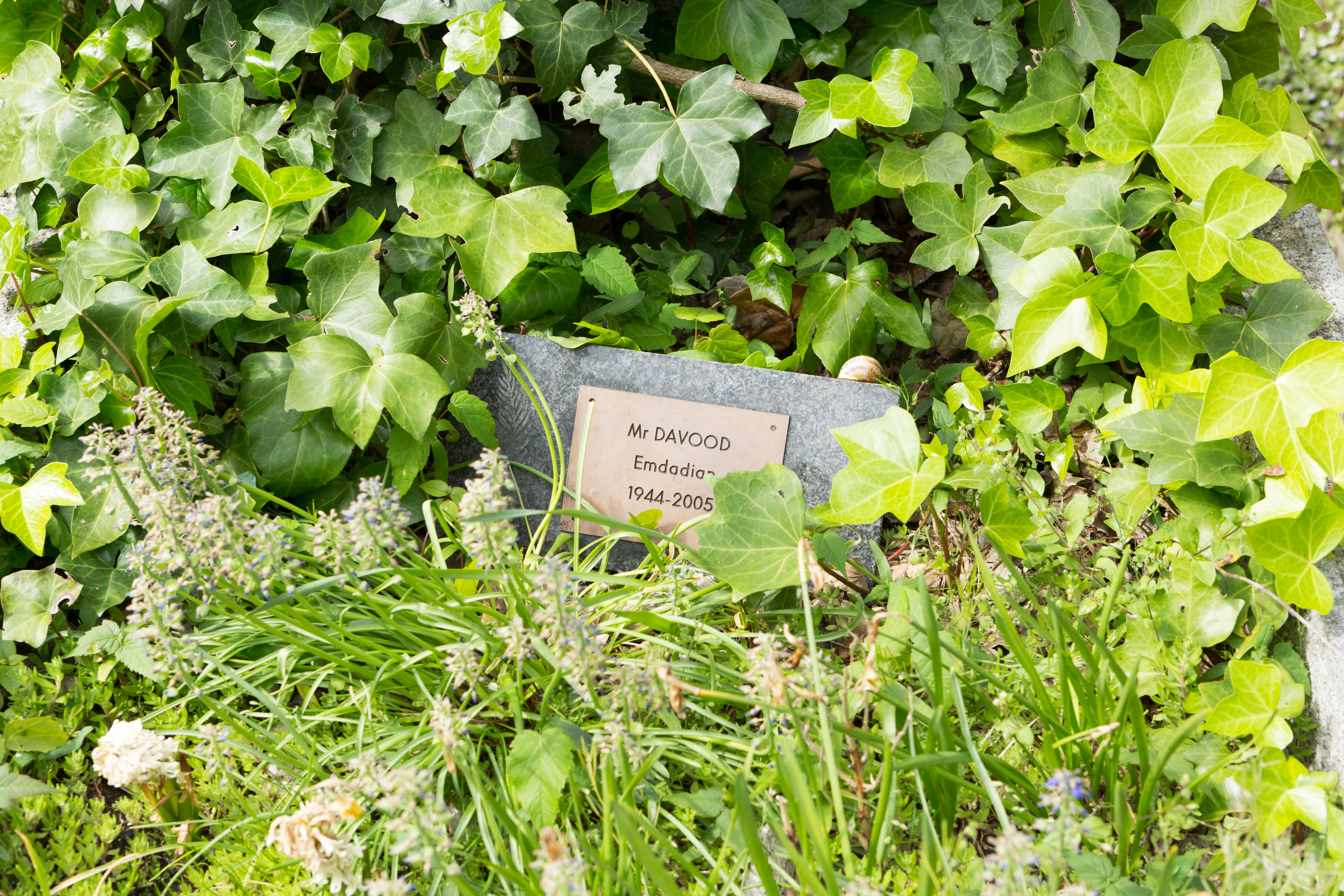
مدفن داوود امدادیان در گورستان پرلاشز
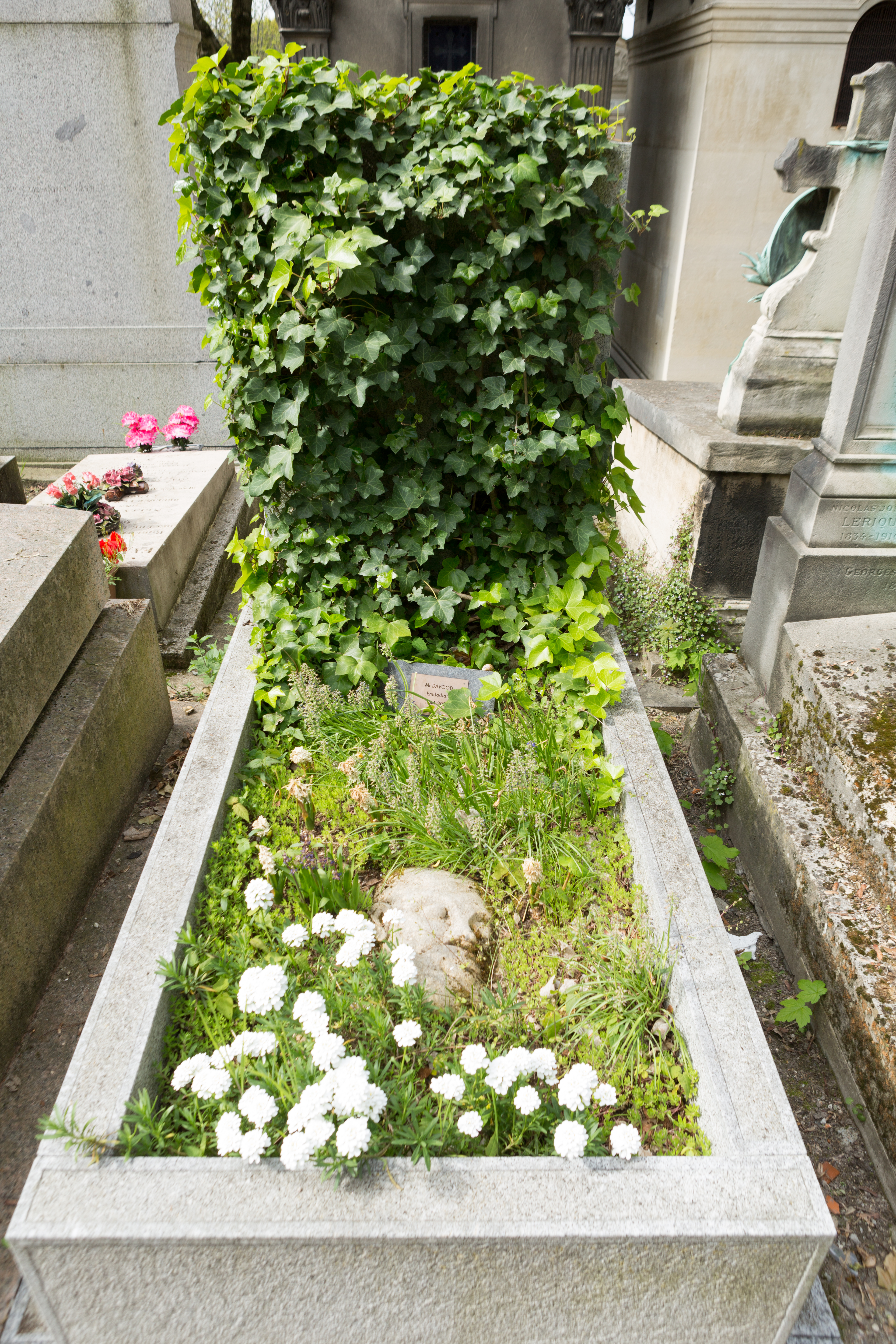
مدفن داوود امدادیان در گورستان پرلاشز
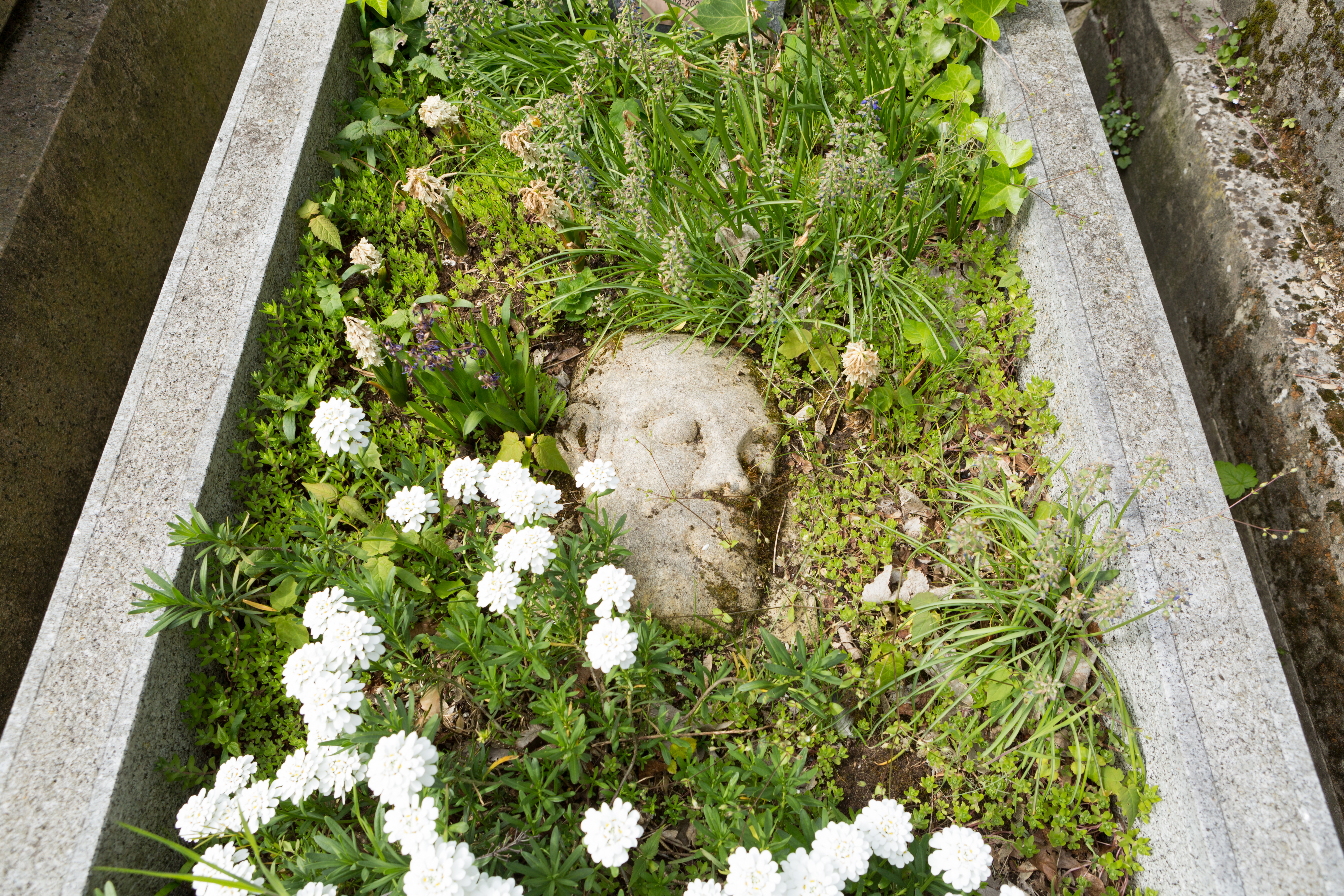
مدفن داوود امدادیان در گورستان پرلاشز